# Вейлс (Вісконсин)
Вейлс (англ. Wales) — селище (англ. village) в США, в окрузі Вокеша штату Вісконсин. Населення — 2862 особи (2020).

## Географія
Вейлс розташований за координатами 43°0′21″ пн. ш. 88°22′13″ зх. д. / 43.00583° пн. ш. 88.37028° зх. д. (43.005837, -88.370357).  За даними Бюро перепису населення США в 2010 році селище мало площу 8,51 км², з яких 8,50 км² — суходіл та 0,01 км² — водойми.

## Демографія
Згідно з переписом 2010 року, у селищі мешкало 2549 осіб у 949 домогосподарствах у складі 792 родин. Густота населення становила 299 осіб/км².  Було 987 помешкань (116/км²).
Расовий склад населення:
| - 97,9 % — білих - 0,5 % — азіатів - 0,4 % — чорних або афроамериканців - 0,2 % — корінних американців - 0,1 % — вихідців з тихоокеанських островів |

До двох чи більше рас належало 0,7 %. Частка іспаномовних становила 1,8 % від усіх жителів.
За віковим діапазоном населення розподілялося таким чином: 25,8 % — особи молодші 18 років, 64,4 % — особи у віці 18—64 років, 9,8 % — особи у віці 65 років та старші. Медіана віку мешканця становила 43,1 року. На 100 осіб жіночої статі у селищі припадало 101,2 чоловіків;  на 100 жінок у віці від 18 років та старших — 98,3 чоловіків також старших 18 років.
Середній дохід на одне домашнє господарство  становив 118 195 доларів США (медіана — 96 450), а середній дохід на одну сім'ю — 129 646 доларів (медіана — 101 012). Медіана доходів становила 62 750 доларів для чоловіків та 40 368 доларів для жінок. За межею бідності перебувало 4,5 % осіб, у тому числі 9,4 % дітей у віці до 18 років та 2,4 % осіб у віці 65 років та старших.
Цивільне працевлаштоване населення становило 1455 осіб. Основні галузі зайнятості: освіта, охорона здоров'я та соціальна допомога — 26,5 %, виробництво — 16,6 %, роздрібна торгівля — 12,6 %, мистецтво, розваги та відпочинок — 8,7 %.